# Шегуй
Шегуй е каган на Западнотюркския каганат през 612 – 618 година.
Той е внук на Тарду, последният каган на обединения Тюркски каганат. През 598 година, при управлението на дядо си, става управител на областта Чач. През 612 година, с подкрепата на групата кланове нушиби, отстранява поддържания от дулу западнотюркски каган Таман.
Шегуй умира през 618 година и е наследен от своя брат Тун Ябгу.